# Діонісії

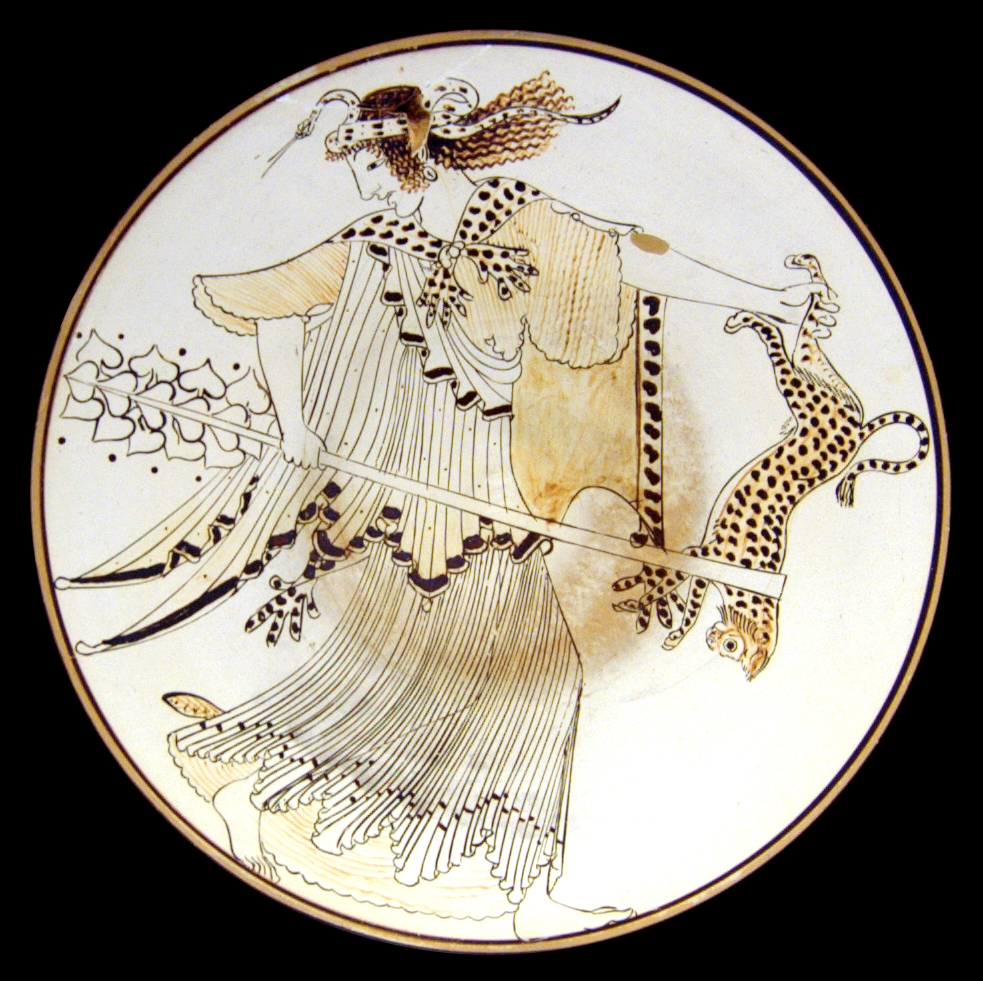
Тондо кілікса: Розлючена Менада тримає жезл Діоніса в правій руці, а лівою рукою — тигра. Шипляча змія огортає її голову наче вінець. Вазописець Бриг.

Діонісії — у Стародавній Греції свята на честь бога Діоніса. Містерії, влаштовувані під час урочистих святкувань, заклали початки давньогрецького театру. Власне, перший у світі театр, спеціально облаштований для театралізованих вистав, — Театр Діоніса в Афінах, був частиною капища, присвяченого богові Діонісу, та основним місцем проведення урочистих святкувань Діонісій. Зрештою Афінський театр Діоніса став прототипом усіх античних та навіть сучасного театру.

## Афінські Діонісії
В Афінах 6—4 століть до н. е. найвідомішими були такі Діонісії:
- Великі Діонісії, або міські, (наприкінці березня — початку квітня, весняне рівнодення), включали урочисті процесії на честь бога, змагання трагічних і комічних поетів, а також хорів, які виконували дифірамби. Відзначалися з особливою пишнотою впродовж декількох днів у присутності гостей з ін держав.

- Ленеї (наприкінці січня — початку лютого), одержали назву від святилища Діоніса (ймовірно, на заході від Афінського акрополя). На Ленеях приблизно з 442 до н. е. почали ставити комедії, з 433 до н. е. — трагедії.

- Антестерії (наприкінці лютого — початку березня), приурочувалися до відкривання бочок з новим вином і першого його розливу.

- Малі Діонісії, або Сільські, (наприкінці грудня — початку січня), пов'язані з початком сонячного року і зберегли пережитки аграрної магії (наприклад, процесія з фаллом). Супроводжувалися веселими іграми.

## Місто Діонісія

### Походження
Місто Діонісія (Dionysia та ан Astei - Διονύσια τὰ ἐν Ἄστει, також відоме як Великий Діонісій, Dionysia ta Megala - Διονύσια ТУ Μεγάλα) було частиною фестивалю, можливо, створеною під час тиранії Пісістрата в 6 столітті до н.е. Це свято проводилося, ймовірно, з 10-го по 16-е число місяця Елафеболіон, який стоїть на межі весняного рівнодення, тобто березень-квітень за сонячним календарем, через три місяці після сільської Діонісії, можливо, щоб відсвяткувати закінчення зими та збирання річного врожаю. За традицією, свято проводилося за містом Елевтер, на кордоні між Аттикою та Беотією. Елевтерійці привезли в Афіни статую Діоніса, яка спочатку була відкинута афінянами. Потім Діоніс покарав афінян чумою, яка вразила чоловічі статеві органи і була вилікувана, коли афіняни прийняли культ Діоніса. Про це щороку нагадувала процесія громадян, які несли фаллої.